# Districtul Tiraspol
Districtul Tiraspol (în rusă Тираспольский округ) a fost o unitate administrativ-teritorială din RSS Moldovenească, care a existat în anii 1952—1953. Centrul administrativ era orașul Tiraspol.
Districtul a fost înființat la 31 ianuarie 1952, odată cu alte trei districte și a existat până la 15 iunie 1953, când districtele RSS Moldovenești au fost abolite.

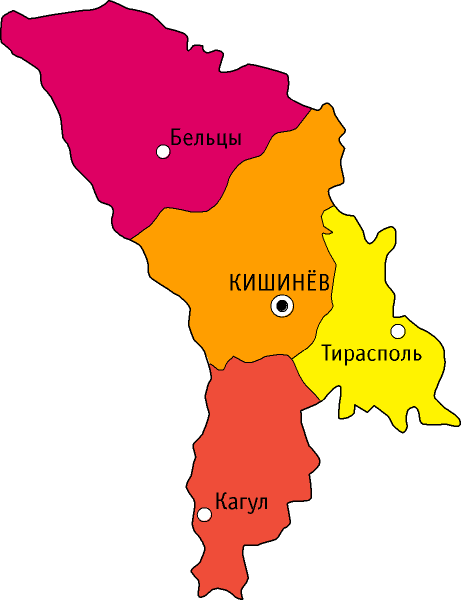
Harta districtelor RSSM. Districtul Tiraspol este colorat cu galben

## Componență
Districtul Tiraspol era format din 10 raioane și 2 orașe de subordonare districtuală:
- Raionul Bender — o. Bender
- Raionul Bulboaca — s. Anenii Noi
- Raionul Volintiri — s. Volintiri
- Raionul Grigoriopol — a.t.u. Grigoriopol
- Raionul Dubăsari — o. Dubăsari
- Raionul Căinari — s. Taraclia
- Raionul Căușeni — a.t.u. Căușeni
- Raionul Olănești — s. Olănești
- Raionul Slobozia — s. Slobozia
- Raionul Tiraspol — o. Tiraspol
- orașul Bender
- orașul Tiraspol